# 卡尼高島
卡尼高島是菲律賓的島嶼，位於菲律賓海，由雷伊泰省負責管轄，該島附近海域有珊瑚礁，是熱門的旅遊和水肺潛水的熱門地點，島上無人居住。

## 外部連結
- Canigao Island （页面存档备份，存于）
- Canigao Island | Metro Tacloban

10°15′N 124°45′E / 10.250°N 124.750°E